# Jokkdvärgspindel
Jokkdvärgspindel (Islandiana falsifica) är en spindelart som först beskrevs av Eugen von Keyserling 1886.  Jokkdvärgspindel ingår i släktet Islandiana och familjen täckvävarspindlar. Arten är reproducerande i Sverige. Inga underarter finns listade i Catalogue of Life.